# Virbia lativitta
Virbia lativitta är en fjärilsart som beskrevs av Walker 1866. Virbia lativitta ingår i släktet Virbia och familjen björnspinnare. Inga underarter finns listade i Catalogue of Life.